# Pirata yaginumai
Pirata yaginumai là một loài nhện trong họ Lycosidae.
Loài này thuộc chi Pirata. Pirata yaginumai được Hozumi Tanaka miêu tả năm 1974.